# Francisco Luis Gordillo
Francisco Luis Gordillo Martínez es un militar y político guatemalteco. El 23 de marzo de 1982 saltó a la luz pública, cuando un golpe de Estado liderado por oficiales jóvenes del ejército de Guatemala lo colocó junto al general Efraín Ríos Montt y el General Horacio Maldonado Schaad al frente de un triunvirato militar.

## Reseña biográfica

### Rebelión del 13 de noviembre de 1960
Entre el 11 y 12 de noviembre de 1960, un grupo de jóvenes oficiales, suboficiales y soldados del Ejército de Guatemala se concentraron en la Ciudad de Guatemala con el fin de derrocar al gobierno de Ydígoras Fuentes, fundamentándose por la difícil situación de las unidades militares en cuanto a mal trato y soporte logístico deficiente y por la corrupción y los malos manejos del gobierno; inspirados y alentados por el triunfo de la Revolución Cubana. Señalaron en un comunicado que había llegado el momento de actuar para «derrocar al gobierno (…) y formar un gobierno que sea respetuoso de los derechos humanos, que busque los remedios para los males de nuestro país y que tenga una política exterior seria y digna».
Se rebelaron el 13 de noviembre pero por falta de coordinación entre los que dirigen la asonada y por la defección de varios de los conjurados que los traicionaronn, tuvieron huir hacia las bases militares de Zacapa y Puerto Barrios, donde creyeron que sus compañeros los ayudarían, pero fueron derrotados. Los principales líderes, teniente y especialista de inteligencia y el subteniente y ranger Marco Antonio Yon Sosa y Luis Turcios Lima se tuvieron que esconder y exilar de Guatemala.
Dos días después del levantamiento militar del 13 de noviembre contra su gobierno, el mandatario decidió ir a Puerto Barrios a perseguir a los rebeldes personalmente, y varios miembros de su Estado Mayor Presidencial lo siguieron en un avión AT-11 de la Fuerza Aérea. El avión iba piloteado por el teniente Carlos Morales Villatoro y cuando llevaban una hora se quedó sin luces y sin instrumentos, y sólo lograron aterrizar cuando vieron las luces de otro avión que ya había aterrizado y lograron ejecutar una maniobra de aterrizaje de emergencia.
Gordillo Martínez formó parte de las fuerzas leales al gobierno de Ydígoras que repelieron a los alzados.

### Golpe de Estado del 23 de marzo de 1982
El 23 de marzo de 1982, el presidente Fernando Romeo Lucas García fue depuesto por un golpe de Estado liderado por oficiales jóvenes del Ejército de Guatemala. En las primeras comunicaciones, se indicó que el golpe de Estado militar fue dirigido por un grupo de «oficiales jóvenes» del Ejército de Guatemala, cuyo objetivo sería «acabar con la corrupción». Los sublevados tomaron el control de la Ciudad de Guatemala y lograron que el general Romeo Lucas-García se rindiera a los militares que horas antes habían rodeado el Palacio Nacional.
Seis guarniciones militares, cinco de ellas de la capital guatemalteca, apoyadas por la fuerza aérea, estuvieron en el origen de la sublevación, una de cuyas cabezas visibles es el general de aviación Hernán Ovidio Morales. Las guarniciones sublevadas pidieron a la policía que entregase sus armas y que se uniera a ellos. No se produjeron enfrentamientos armados en la capital, aunque en el interior del país sí hubo algunos choques de menor importancia. El Aeropuerto Internacional La Aurora permaneció cerrado durante varias horas, y numerosos vuelos internacionales fueron cancelados o retenidos; efectivos de la fuerza aérea controlaban la terminal, y aviones y helicópteros de combate sobrevolaban la capital en una exhibición de fuerza de los militares sublevados. Los sublevados ocuparon también el edificio del Congreso, que disolvió inmediatamente su sesión; la empresa nacional de comunicaciones, Guatel, y todos los edificios oficiales importantes de la capital guatemalteca. Dos helicópteros fueron estacionados en la plaza central de la capital, junto al palacio de Gobierno, para sacar de él al presidente y a sus acompañantes.
De acuerdo a un comunicado de la Agencia de Inteligencia de Defensa de los Estados Unidos, enviado a Washington D. C. en 1983 indica que el golpe fue realizado por un grupo de veintidós oficiales medios sin el conocimiento ni consentimiento del alto mando militar; por esta razón, el golpe no tenía más apoyo que el de ese pequeño grupo de militares que lo había diseñado. Romeo Lucas García, por su parte, estaba listo para resistirlo y lo hubiera podido haber aplastado fácilmente con las tropas de que disponía en el Palacio Nacional, pero su Jefe del Estado Mayor y amigo personal, coronel Montalbán Batres ―quien también era el jefe de la Administración Pública y quien realmente dirigía la administración del Estado en ese tiempo― le informó que los complotadores tenían como rehenes a la anciana madre del presidente de 90 años de edad, y a su hermana de 60 años, y que estas se encontraban en el pasadizo subterráneo que une al Palacio Nacional con la Casa Presidencial. Lucas fue llevado al túnel y encontró a su hermana que estaba sentada y tenía la cabeza de su madre en su regazo mientras que un soldado les apuntaba a la cabeza. Lucas decidió renunciar en el acto y se comunicó con el alto mando militar y con su hermano Manuel Benedicto Lucas García ―quien ya estaba enviando tropas para ayudarlo a la capital guatemalteca― para informarles que se iba a rendir y que no iba a haber ninguna resistencia.
Tras rendirse, Romeo Lucas García fue conducido bajo escolta militar al aeropuerto, para ser expulsado del país; apenas media hora antes se había terminado el plazo dado por los sublevados para que el presidente Lucas se entregara pacíficamente, y las tropas habían tomado posiciones para un posible asalto al palacio, situado en el centro de la ciudad.»
Tras la salida de Romeo Lucas García, los jefes de los sublevados pidieron la comparecencia en el palacio del general Efraín Ríos Montt y del candidato a la vicepresidencia por el partido fascista Movimiento de Liberación Nacional en las pasadas elecciones, Lionel Sisniega Otero. Una vez montada la junta de Gobierno, conformado por el general Ríos Montt, el General Horacio Maldonado Schaad y el coronel Gordillo Martínez, esta anunció que convocaría nuevas elecciones, pero no precisó la fecha. La Junta, anunció, elaborará un «plan de trabajo que será presentado al pueblo lo antes posible». La Junta de Gobierno disolvió el Congreso y abolió la Constitución tras el triunfo del golpe. En un llamamiento difundido a través de la radio y la televisión, los golpistas pidieron «comprensión internacional», y afirmaron que los militares que gobernaban a Guatemala hasta el 23 de marzo de 1982 habían propiciado una imagen del país en el extranjero que no correspondía a las verdaderas características del pueblo. Aseguraron también que eran democráticos y que respetaban «los derechos humanos de todos los guatemaltecos».

### Tras el golpe de Estado de 1982
Benedicto Lucas se mantuvo en el plano político inclusive durante la transición a la democracia. En 1990 reapareció como candidato presidencial por el partido Movimiento Emergente de Concordia, cuyo secretario general era el coronel Gordillo Martínez, pero solamente obtuvieron dieciséis mil votos y el partido desapareció.

### Captura por cargos de genocidio
El 6 de enero de 2016, Francisco Luis Gordillo y otros diecisiete oficiales retirados del Ejército de Guatemala fueron detenidos. Según el Ministerio Público, fue comandante en la Zona Militar 21 de Cobán, en la cual encontraron ciento treinta y siete osamentas de seis masacres ocurridas en la Franja Transversal del Norte, en las cuales se pudo profundizar investigaciones por la desaparición de ciento sesenta y tres personas. Las pesquisas de las desapariciones forzadas fueron por los casos de Pambach, Río Negro, caserío Chituj, Chiacal, barrio San Sebastián y Chisec.

### Condena por secuestro
El 23 de mayo de 2018, Francisco Luis Gordillo, junto con Benedicto Lucas García y dos otros oficiales militares, fue condenado a veinte años en el caso del secuestro de Emma Molina Theissen y su hermano.